# Michael A. Healy

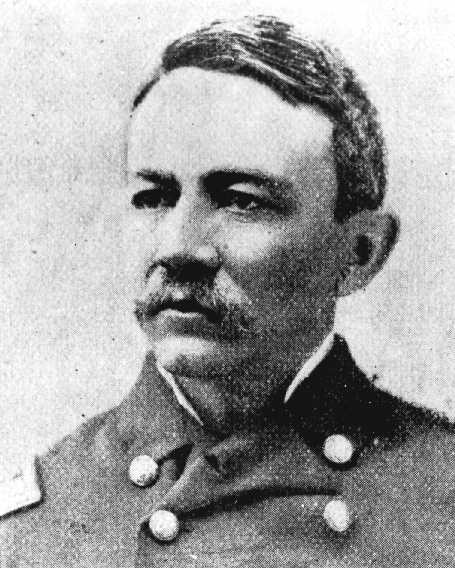
Michael A. Healy

Michael A. Healy (* 22. September 1839 nahe Macon, Georgia; † 30. August 1904 in San Francisco) war ein Offizier des später in der United States Coast Guard aufgegangenen Revenue Cutter Service. Nach ihm ist der Eisbrecher USCGC Healy benannt.

## Leben
Healy wurde als eines von 10 Kindern des irischstämmigen Plantagenbesitzers Michael Morris Healy und der schwarzen Sklavin Eliza geboren. An seiner Schulausbildung zeigte er wenig Interesse und heuerte 1855 als Schiffsjunge auf einem Handelsschiff an. Im März 1865 trat er als Third Lieutenant in den Dienst des Revenue Cutter Service. Im gleichen Jahr heiratete er Mary Jane Roach, die ihn später oft auf seinen Reisen begleitete. Sein erstes Kommando über ein Schiff erhielt er 1877. Im Oktober 1882 war er als Kommandant der USRC Thomas Corwin am Beschuss der Ortschaft Angoon beteiligt, deren Einwohner zuvor zwei Angehörige der Northwest Trading Company als Geiseln genommen hatten. Im März 1883 wurde er zum Captain befördert.
Im Februar 1886 übernahm Healy das Kommando über die USRC Bear, das er bis 1895 innehatte. „Hell Roaring Mike“, so sein Spitzname, befuhr die Gewässer um Alaska und war als Regierungsvertreter mit weitreichenden Vollmachten ausgestattet. Er verfolgte Schmuggler, entschied Rechtsstreitigkeiten auf See und in den dünn besiedelten Küstengebieten, kam in Seenot geratenen Schiffen zu Hilfe und versorgte entlegene Ortschaften mit Vorräten. Zwischen 1892 und 1895 transportierte er Rentiere nach Alaska, die der Bevölkerung als Nahrungsquelle dienten, nachdem die Wal- und Robbenpopulationen infolge der intensiven Bejagung stark zurückgegangen waren.
Im Juni 1896 wurde Healy in einem Kriegsgerichtsverfahren für schuldig befunden, unter Alkoholeinfluss Untergebene tyrannisiert und sein Schiff in Gefahr gebracht zu haben. Er wurde daraufhin für vier Jahre ohne Bezahlung vom Dienst suspendiert. 1900 konnte er wieder ein Kommando übernehmen und führte bis zu seiner Pensionierung im September 1903 noch mehrere Schiffe. Er verstarb im Alter von 64 Jahren an einem Herzinfarkt.
Sein Leben ist Gegenstand des Dokumentarfilms The Odyssey of Captain Healy (USA 1999).